# Pulo do gato morto

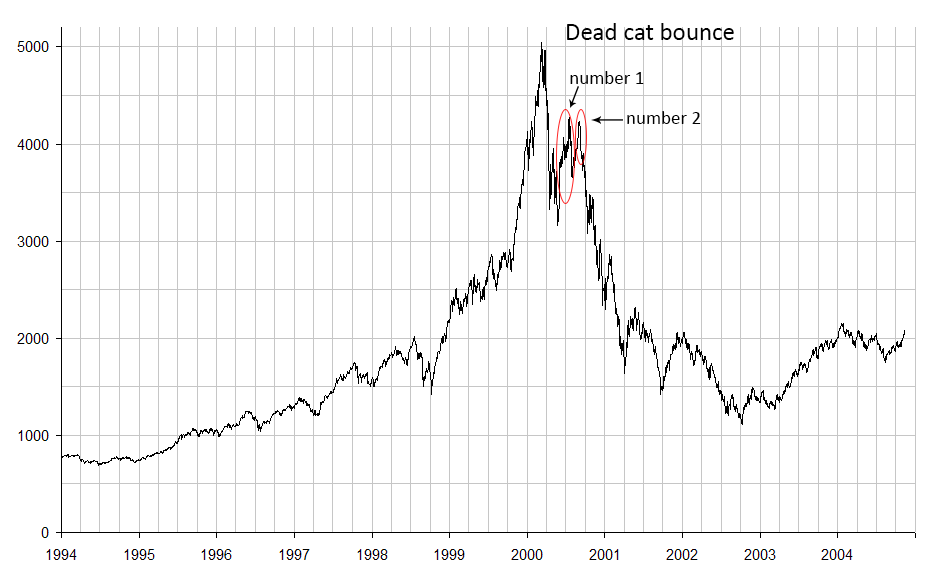
Índice NASDAQ de 1994 a 2005, mostrando o pico impressionante no início de 2000, que coincide com a Bolha da Internet.

Em finanças, o pulo do gato morto, ou repique do gato morto, é uma pequena e breve recuperação no preço de uma ação em queda. Derivada da ideia de que "até um gato morto vai repicar se cair de uma grande altura", a frase, que se originou em Wall Street, também é popularmente aplicada a qualquer caso em que um sujeito experimenta um breve ressurgimento durante ou após um declínio severo.

## História
A primeira citação da frase na mídia noticiosa data de dezembro de 1985, quando os mercados de ações de Singapura e da Malásia se recuperaram após uma forte queda durante a recessão daquele ano. Os jornalistas Horace Brag e Wong Sulong, do Financial Times, disseram que a alta do mercado foi "o que chamamos de pulo do gato morto". As economias de Singapura e da Malásia continuaram caindo após a cotação, embora ambas as economias tenham se recuperado nos anos seguintes.
A frase também é usada em círculos políticos para um candidato ou política que mostra um pequeno salto positivo na aprovação após um declínio forte e rápido.

## Variações e uso
O uso padrão do termo se refere a um curto aumento no preço de uma ação que sofreu uma queda. Em outros casos, o termo é usado exclusivamente para se referir a títulos ou ações considerados de baixo valor. Primeiro, os títulos têm desempenho passado ruim. Em segundo lugar, o declínio é "certo" no sentido de que o negócio subjacente é fraco (por exemplo, vendas em declínio ou finanças instáveis). Junto com isso, é duvidoso que o título se recupere em melhores condições (mercado geral ou economia).
Algumas variações na definição do termo incluem:
- Uma ação em queda acentuada apresenta um salto acentuado nas mínimas.[8]
- Um pequeno movimento ascendente dos preços em um mercado de urso depois que o mercado continua a cair.[9][4]

### Análise técnica
Um padrão de preço de "pulo de gato morto" pode ser usado como parte do método de análise técnica de negociação de ações. A análise técnica descreve o salto de um gato morto como um padrão de continuação que, no início, parece um padrão de reversão. Ele começa com um movimento descendente seguido por um retrocesso significativo do preço. O preço não continua subindo e, em vez disso, cai novamente para baixo, e supera a mínima anterior.